# Bătrânul muzician
Bătrânul muzician este o pictură în ulei pe pânză din 1862 a pictorului francez Édouard Manet, produsă în perioada în care artistul era influențat de arta spaniolă. Pictura trădează, de asemenea, influența lui Gustave Courbet. Această lucrare este una dintre cele mai mari picturi ale lui Manet și este acum conservată la National Gallery of Art din Washington, D.C..
Pictura reprezintă șapte personaje într-un peisaj. Bătrânul muzician din centru care se pregătește să cânte la vioară este Jean Lagrène, liderul unei trupe locale de țigani. În stânga este o fată tânără în picioare, cu un copil în brațe, precum și doi băieți tineri. În fundal, bărbatul cu pălăria înaltă este culegătorul de cârpe și fierarul Colardet. În dreapta, omul oriental (parțial arătat) cu un turban și o haină lungă, îl reprezintă pe Guéroult, un „evreu rătăcitor”. Atitudinile și hainele personajelor par să fie inspirate de Diego Velázquez sau Louis Le Nain. 
Tabloul conține o serie de aluzii: omul cu pălăria înaltă este același personaj cu cel din Băutorul de absint, pictat de Manet cu câțiva ani mai devreme și care reapare în acest tablou fără un motiv anume. Băiatul tânăr cu pălărie de paie este inspirat în mod clar de Pierrot, pictura cu același nume realizată de Antoine Watteau.